# Sutera (género)
Sutera es un género con 176 especies de plantas de flores de la familia Scrophulariaceae. 

## Especies seleccionadas

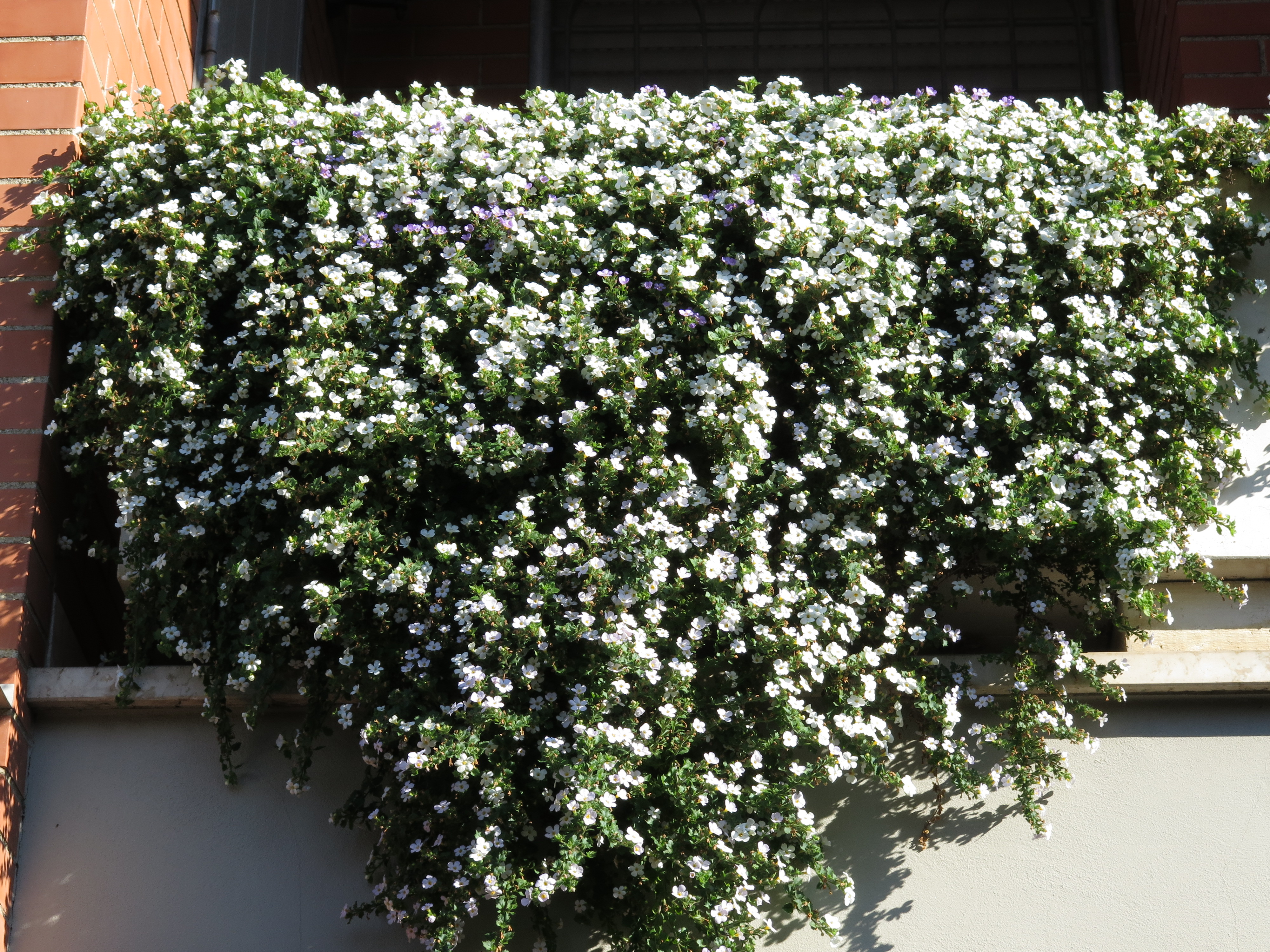
Una planta de sudera cordata en el balcón.

- Sutera accrescens
- Sutera acutiloba
- Sutera adpressa
- Sutera affinis
- Sutera albiflora
- Sutera grandiflora

## Sinónimos
- Chaenostoma, Sphenandra

- Datos: Q286854
- Multimedia: Sutera / Q286854
- Especies: Sutera